# Молотов, Игорь Владимирович
И́горь Влади́мирович Мо́лотов — российский публицист, постоянный колумнист телеканала Russia Today.

## Биография
В 2012 году выступил как автор документального фильма о событиях 1990-х годов «Как мы строили будущее России». Работал руководителем отдела по специальным проектам аналитического телеканала «День-ТВ» (2012—2013), корреспондентом еженедельной газета «Завтра» (2013−2014), политическим обозревателем газеты «Известия» (2014—2015), заместителем главного редактора онлайн-СМИ «Русская Планета». Публиковался в различных онлайн и печатных СМИ, среди которых «Кавказская политика», «Правда.ру», «Свободная пресса». Был шеф-редактором интернет-порталов заместителя председателя Правительства РФ Д. О. Рогозина и депутата Государственной думы РФ А. А. Журавлёва (2013—2014).
Работал в сфере политического PR. Принимал участие в качестве наблюдателя в военных конфликтах в Южной Осетии, в Донецкой народной республике.
В конце 2016 года в издательстве «Центрполиграф» вышла книга о первой правой организации СССР, обществе «Память» — «Черная дюжина. Общество смелых». В августе 2017 года в том же издательстве издана книга о событиях 1990-х годов «Демоны и ангелы российской политики». Предисловие к книге написал публицист Эдуард Лимонов. В феврале 2018 году книга Игоря Молотова «Мой друг Карлос Шакал» вошла в лонг-лист премии «Национальный бестселлер». В мае 2018 года стал соавтором книги «Олесь Бузина. Пророк и мученик». 17 октября книгу включили в перечень изданий, запрещенных для распространения на Украине. В 2022 году свет увидела книга о предпринимателе Викторе Буте.
В 2025 году подписал контракт с подразделением "Ахмат" МО РФ. 15 мая 2025 награждён высшей наградой спецназа «АХМАТ» МО РФ — орденом «АХМАТ-СПЕЦНАЗ». https://t.me/AptiAlaudinovAKHMAT/10663

## Произведения
- «Сабля Ислама». М.: «Мурабитун», 2012, 1.000 экз. (публицистика, поэзия)
- «108 лет» М.: «Мурабитун», 2012, 1.000 экз. (поэзия)
- «Россия — страна победителей» М.: «Родина», 2013, 2.000 экз. (сборник рассказов)
- «Черная дюжина: общество смелых» М.: «Центрполиграф», 2017, 2.000 экз.
- «Демоны и ангелы российской политики» М.: «Центрполиграф», 2017, 2.000 экз.
- Молотов И. В. Мой друг Карлос Шакал. Революционер, ставший героем голливудских фильмов „Шакал“ и „Карлос“. — СПб.: Питер, 2018. — 384 с. — (Новая политика). — 3000 экз.
- «Олесь Бузина. Пророк и мученик» М.: «Книжный мир», 2018, 1.000 экз.
- «Виктор Бут. В погоне за мечтой» М.: «Городец», 2022, 1.000 экз.

### Рецензии
- Шамир И. «Память» Игоря Молотова // «День Литературы», 2 февраля 2017 года
- Берсенев А. «Сбитая» эпоха и ее герои // «ЧВК-инфо», 22 февраля 2017 года
- Рудалев А. Ковчег русской памяти // «Литературная Россия», 21 октября 2016 года
- Лимонов Э. Молотов написал умное расследование // «Тотальная мобилизация», 11 ноября 2016 года
- Аксенов А. Демоны, демоны и немного ангелов // «Завтра», 27 августа 2017 года
- Садулаев Г. Ильич жив! // «Прочтение», 22 ноября 2017 года